# Runologisk laboratorium
Runologisk laboratorium vid Nationalmuseet i Köpenhamn är Danmarks motsvarighet till Runverket.  Runologisk laboratoriums syfte är att ge ut nyfunna runinskrifter i Danmark, Skåneland och Grönland inom ramen för Danmarks runinskrifter.

## Runologer verksamma vid Runologisk laboratorium
- Erik Moltke
- Marie Stoklund
- Lisbeth Imer